# Viljem IV. Berški
Viljem IV., grof Berški (1537-1586) je bil nizozemski Stadtholder Geldersa in Zutphena od leta 1581 do njegove aretacije zaradi izdaje leta 1583.

## Biografija

### Zgodnja leta
Viljem je bil sin grofa Osvalda II. Berškega in Elizabete Dortske. Nekaj časa je živel v Bruslju na dvoru Marije Avstrijske (1505–1558), takratne regentke Habsburške Nizozemske. Tu se je seznanil s svojim sodobnikom Viljemom Tihim, princem Oranskim, in se 11. novembra 1556 v Moersu poročil z njegovo najstarejšo sestro, Marijo Nassausko.

### Začetek osemdesetletne vojne
Leta 1566 je bil Viljem pomemben član Lige plemičev (znane tudi kot Compromis), ki je bruseljski vladi nove regentke Margarete Parmske (ki je delovala za svojega brata Filipa II. Španskega) predložila peticijo pritožb glede zatiranja krivoverstva. Sam ni mogel biti prisoten, vendar se je pridružil srečanju v Bredi 1. februarja 1567 in tistemu v Antwerpnu 4. februarja.
Ta ugled ga je spravil v nasprotovanje  Fernandu Álvarezu de Toledu, 3. vojvodi Albe, ki je leta 1567 nasledil Margareto kot generalni guverner Nizozemske in začel program represije. Skupaj s številnimi drugimi "vodjami", kot je Oranski princ, je bil Viljem obtožen pred "Svetom težav" . Z družino je pobegnil v Bremen in prišel v tesne stike z voditelji upornikov. Veliko njegovih posesti na Nizozemskem je bilo zaplenjenih.
Leta 1572 je Viljem poveljeval eni od majhnih vojsk plačancev, ki so vdrle na Nizozemsko. Te je financiral njegov svak princ Oranski. Viljemje bil sprva uspešen in je hitro osvojil Doetinchem, Zutphen, Deventer, Zwolle, Kampen in Steenwijk. Ta mesta so ga nato pozdravila kot Stadholderja Gelderskega za Oranškega princa. Vendar pa ni mogel vzdržati napada španskih čet pod vodstvom Albinega sina Fadriqueja Álvareza de Toleda, 4. vojvode Albe. To je privedlo do obleganja in prelivanja krvi v Zutphenu novembra 1572 in poznejšega popolnega neuspeha njegove kampanje.

### Nihajoča zvestoba
Viljem je bil deležen amnestije leta 1576 t.i. pomiritve v Gentu. Lahko se je vrnil na Nizozemsko in si povrnil del zasežene posesti. Medtem je Requesens njegovemu mlajšemu bratu Frideriku podelil posest Hedel in Boxmeer. Viljem je nato dal meščanom 's-Hertogenboscha pregnati njegovega brata z gradu Hedel. Septembra 1577 je Viljem z orožjem zavzel grad Boxmeer in povzročil nekaj smrtnih žrtev. 28. februarja 1579 je to dejanje obsodilo sodišče v Bruslju, ki je še vedno bilo pod nadzorom republikanske strani.
Viljem je upal, da bo imenovan za Stadtholderja Gelderlanda v imenu Generalnih stanov Nizozemske. Ta ambicija je bila sprva onemogočena, ko je 10. marca 1578 položaj dobil njegov drugi svak Johan VI., grof Nassausko-Dilenburški. Nezadovoljen s tem razočaranjem se je na skrivaj obrnil na novega kraljevega generalnega guvernerja Nizozemske, Aleksandra Farneseja, vojvodo Parmskega, z namenom, da postane kraljevi stadtholder Gelderski. Vendar je bil Viljem proti koncu leta 1579 daleč od sporazuma s Španijo. Medtem ko se je Viljem vse bolj približeval španski stranki, je Johan leta 1581 odstopil s funkcije Stadtholderja. Novembra 1581 je bil Viljem nato imenovan za stadtholderja za uporniške Generalne stanove. Povsem mogoče je, da je Viljem potem spet postal iskren privrženec republikanske strani.

### Aretiran zaradi izdaje
Septembra 1583 je španska stran nenadno zavzela Zutphen in postavila sum na stadtholderja Geldersa. Medtem so se nadaljevala tajna pogajanja s Parmo. Izdaja je prišla na dan. Deželni stanovi Gelderlanda so 5. novembra 1583 Viljema, njegovo ženo in mlajše sinove ter služabnike dali zapreti in zapleniti njihove dokumente. Akcijo je vodil kancler Gelderski, Elbertus Leoninus. Viljema so najprej poslali v Dordrecht, nato v Zaltbommel in nazadnje v Delfshaven. Viljem je bil zaradi pomanjkanja dokazov izpuščen marca 1584.
Izpuščen je bil potem, ko je obljubil, da se bo umaknil v svoj grad v Ulftu in ostal nevtralen v konfliktu. Glede na najdene dokaze je bilo to neverjetno prizanesljivo ravnanje. Možna razlaga je, da so ga izsiljevali s stiki iz časa, preden je postal stadholder. Grof Berški, najpomembnejši plemič v Gelderlandu, je pozneje prebegnil na špansko stran.

### Pridružitev rojalistični strani
Pozno leta 1584 se je Viljem skupaj s svojimi sinovi odkrito pridružil strani rojalistov. Umrl je na gradu Ulft v Ulftu leta 1586.
Štirje njegovi sinovi, grof Herman (1558-1611), grof Friderik (1559-1618), grof Osvald III. (1561-1586) in grof Henrik Berški (1573-1638), bodo imeli pomembne vojaške položaje v vojski pod vodstvom Španske krone.

## Potomci
Viljem je imel kar 16 otrok in sicer:
- Magdalena Berška-'s Heerenberška (1557 – 1579)
- Herman Berški grof Berški-'s Heerenberški (1558 – 1611)
- Friderik VI. Berški gospod Boxmeerški, Sambeeka, Hapsa in Meera (1559-1618)
- Osvald III. Berški grof Berški (1561-1586)
- Vilhelmina Berška-'s Heerenberška (1562 – 1591)
- Elizabeta Berška-'s Heerenberška (1563 – 1572)
- Jošt Berški grof Berški-'s Heerenberški (1565 – 1600)
- Adam Berški  grof Berški-'s Heerenberški (1568 – 1590)
- Julijana Berška-'s Heerenberška (1571 – 1591)
- Adolf Berški grof Berški-'s Heerenberški (1572 – 1609)
- Ludvik Berški grof Berški-'s Heerenberški (1572 – 1592)
- Henrik Berški grof Berški-'s Heerenberški, gospod Stevensweerdski in stadhouder Gelderski (1573 – 1638)
- Katarina Berška-'s Heerenberška (1578 – 1640); poročena z grofom Florisom II. Palandtskim
- Ana Berška-'s Heerenberška (1579 –1630)
- Elizabeta Berška-'s Heerenberška kneginja-opatinja Essenska (1581 – 1614)
- Šarlota Berška-'s Heerenberška (1582 – 1631)